# Marandokhórion
Marandokhórion (Marantochori) är en ort i Grekland.   Den ligger i prefekturen Lefkas och regionen Joniska öarna, i den västra delen av landet, 280 km väster om huvudstaden Aten. Marandokhórion ligger 338 meter över havet och antalet invånare är 330. Den ligger på ön Lefkas.
Terrängen runt Marandokhórion är huvudsakligen kuperad, men norrut är den bergig. Havet är nära Marandokhórion söderut.  Närmaste större samhälle är Nidri, 10,1 km nordost om Marandokhórion. 